# Muha (ozvezdje)
Muha (latinsko Musca) je majhno ozvezdje globoko na južnem nebu. Je eno od dvanajstih ozvezdij, ki jih je iz opažanj Pietra Dirkszoona Keyserja in Fredericka de Houtmana ustvaril Petrus Plancius. Prvič se je pojavilo leta 1597 na 35-centimeterskem nebesnem globusu v Amsterdamu. Ustvarila sta ga Plancius in Jodocus Hondius. Prvič je bilo upodobljeno v Uranometrii astronoma Johanna Bayerja leta 1603. Skoraj 200 let je bilo ozvezdje znano kot Čebela (latinsko Apis). Za večino opazovalcev s severne poloble ostane ozvezdje pod obzorjem.
Veliko najsvetejših zvezd tega ozvezdja je del povezave zvezd Škorpijon-Kentaver, ki je ohlapna povezava vročih modro-belih zvezd, ki si delijo izvor in gibanje znotraj Rimske ceste: Alfa, Beta, Gama, Zeta2 in (verjetno) Eta Muhe, kot tudi HD 100546, modro-bela zvezda tipa Herbig Ae/Be, ki je obdana s kompleksnim diskom snovi z velikim planetom ali pa rjavo pritlikavko in možnim protoplanetom. Za dve dodatni zvezdi so ugotovili, da imata planete. Ozvezdju vsebuje tudi dve kefeidni spremenljivki tipa I, vidni s prostim očesom. Theta Muhe je trojna zvezda z najsvetlejšo Wolf–Rayetovo zvezdo.

## Zgodovina
Muha je eno od 12 ozvezdij, ki jih je Petrus Plancius ustvaril po opazovanjih Pietra Dirkszoona Keyserja in Fredericka de Houtmana, ki sta odpotovala na prvi nizozemski trgovski odpravi ("Eerste Schipvaart") proti Vzhodni Indiji. De Houtman ga je vključil v svoj katalog južnih zvezd kot De Vlieghe, "Muha". Ozvezdju so dodelili štiri zvezde: Beto Muhe za glavo, Gamo za telo, Alfo in Delto pa za levo in desno krilo. Prvič se je pojavilo na globusu s premerom 35 cm iz leta 1597/8 v Amsterdamu. Izdelala sta ga Plancius in Jodocus Hondius, a je ostalo neimenovano. Prva upodobitev ozvezdja je iz Bayerjeve Uranomerie iz leta 1603, a ga je poimenoval Apis - čebela. To ime se je ohranilo naslednji dve stoletji. Na nebesnem globusu Willema Blaeuja iz leta 1603 je naslikana kot Kameleonov plen, saj jo skuša ujeti z iztegovanjem jezika.
Francoski raziskovalec in astronom Nicolas Louis de Lacaille ga je na svoji različici nebesnega atlasa južnega neba iz leta 1756 poimenoval la Mouche ("muha"). Jean Fortin je v svojem Atlas Céleste iz leta 1776 ohranil francosko ime, medtem ko ga je Lacaille v revidiranem Coelum Australe Stelliferum iz leta 1763 latiniziral v Musca Australis (Južna Muha) kot nasprotje opuščenemu ozvezdju Severne muhe iz zvezd Ovna in da se izogne zamenjevanju z ozvezdjem Apus ("Rajska prica"). Je edino uradno ozvezdje, ki prikazuje žuželko.
Ljudstvo Kalapalo iz brazilske pokrajine Mato Grosso imenuje Alfo in Beto Muhe (skupaj z Beto in Kapo Južnega križa) Kutsu anangagï, kar pomeni "dvojna flavta ujede Spizaetus ornatus". Ljudstvo Wardaman iz avstralskega Severnega teritorija so videli glavne zvezde Muhe kot obredni bumerang, del Osrednje Arene - svetega območja okoli ozvezdja Južnega križa, ki uprizarja bitja stvarjenja in kjer se učijo običajev svojega ljudstva; Alfa in Beta uprizarjata obredni naglavni trak, Gama in Delta pa obredni trak na rokavu. Ljudstvi Arrernte in Luritja iz osrednjega dela Avstralije sta si nebo razdelili na del vzhodno od Rimske ceste, kar je bil tabor ljudstva Arrernte, in zahodni tabor ljudsta Lritja. Zvezde Muhe, Fomalhaut, Alfo Pava ter Alfo in Beto Žerjava si lasti pleme Arrernte.

## Značilnosti
Muho obkrožajo Južni križ na severu, Gredelj na zahodu, Kameleon na jugu, Rajska ptica in Šestilo na vzhodu ter Kentaver na severovzhodu. Pokriva območje 138 kvadratnih stopinj oz. 0.335% nočnega neba, kar ga uvršča na 77. mesto med 88 sodobnimi ozvezdji. Tričrkovna oznaka Mednarodne astronomske zveze iz leta 1922 je "Mus". Uradne meje ozvezdja je leta 1930 določil Eugène Delporte. Opredeljene so s šestkotnikom. V ekvatorskem koordinatnem sistemu ležijo koordinate rektascenzije teh meja med 11h 19.3m in 13h 51.1m, koordinate deklinacije pa med -64.64° in -75.68°. Celotno ozvezdje je vidno opazovalcem južno od zemljepisne širine 14°N. Skupaj je v ozvezdju 62 zvezd svetlejših od navideznega sija 6,5.

### Zvezde
Lacaille je poimenoval 10 zvezd od alfe do kape. Katalogiziral je tudi zvezdi, ki ju poimenujejo šele pozneje Lambda in Mi, saj nista ležali znotraj notranjega območja ozvezdja. Francis Baily je opustil Kapo, ki je bila prešibka in dodal bližnji zvezdi Zeto1 in Zeto2. Ti zvezdi sta kar celo stopinjo narazen, kar je nenavadno za zvezdi z isto grško črko v imenu. Skupaj je v ozvezdju 62 zvezd svetlejših od navideznega sija 6,5. Vzorec najsvetlejših zvezd spominja na Malega medveda z ročico in posodo. Pri treh zvezdah so opazili zunajsončne planete.
Glavne zvezde v ozvezdju so:
- α Muhe (navidezni sij 2,7, 310 svetlobnih let, modro-bela zvezda razreda B2IV-V)
- γ Muhe (počasi utripajoča spremenljivka z navideznim sijem med 3,84 in 3,86, 340 svetlobnih let, modro-bela zvezda razreda B5V)[16]
- β Muhe (dvojna zvezda z navideznim sijem 3,05, 341 svetlobnih let, modro-beli zvezdi v glavnem nizu razreda B2V in B3V)[17]
- δ Muhe (dvojna zvezda z navideznim sijem 3,61, 91 svetlobnih let;  A: oranžna orjakinja razreda K2III)[18]
- ε Muhe (polredna spremenljivka z navideznim sijem med 3,99 in 4,31, 302 svetlobni leti, rdeča orjakinja razreda M5III)[19][20]
- λ Muhe (navidezni sij 3,63, 128 svetlobnih let, bela zvezda glavnega niza, razred A7V)[21]

### Globoko v vesolju
- NGC 5189 je planetarna meglica na meji z Šestilom, okoli 1750 svetlobnih let oddaljena od Zemlje.[22] Kompleksna struktura je posledica več izmetov materiala iz starajoče se osrednje zvezde in distorzija zelo verjetne zvezde spremljevalke.[23]
- Meglica "Vgravirana peščena ura" (MyCn 18) se nahaja 2,4° vzhodno od Ete ter 8.000 svetlobnih let od Zemlje[24][25]
- IC 4191 leži zahodno od Ete in je kompaktna modra planetarna meglica z navideznim sijem 10,6, oddaljena 10.750 svetlobnih let[26][27]
- NGC 4071 leži zahodno od Epsilona in je velika, razpršena planetarna meglica z navideznim sijem 12,7, okoli 4000 svetlobnih let stran od Zemlje
- Meglica Vreča oglja je temna meglica, ki leži delno v Muhi, večinoma pa v Južnem križu.[28]
- NGC 4463 je odprta zvezdna kopica na Muhini jugozahodni meji. Široka je pet svetlobnih let, oddaljena pa 3.400 svetlobnih let.[29]
- NGC 4833 je razmeroma stara kroglasta zvezdna kopica v bližini Delte Muhe. Oddaljena je 21.200 svetlobnih let in nekoliko zakrita s prahom v bližini galaktične ravnine.
- NGC 4372 je medlejša, a večja kroglasta zvezdna kopica v bližini Game, 18.900 svetlobnih let od Zemlje. Verjetno je ena najstarejših kopic v galaksiji.[30][31]
- Temna meglica Doodad leži južno od NGC 4372 in spominja na temno reko v obliki L, ki teče skozi svetlo polje zvezd v ozadju.
- BHR 71 je še ena temna meglica v istem ozvezdju.